# Vitticatantops humeralis
Vitticatantops humeralis är en insektsart som först beskrevs av Carl Peter Thunberg 1815.  Vitticatantops humeralis ingår i släktet Vitticatantops och familjen gräshoppor. Inga underarter finns listade i Catalogue of Life.